# Гояш Ешпорте Клубе
Гоя̀ш Ешпо̀рте Клубе, или само Гояш (на португалски: Goiás Esporte Clube, на бразилски португалски) Гояс Еспорте Клубе) е бразилски футболен клуб от град Гояния, щат Гояс.
Най-голямото дерби на отбора е срещу Вила Нова.

## История
Отборът е създаден на 6 април 1943 в дома на Лино Барси.
През 1973 Гояс спечелва промоция в бразилската първа дивизия – Серия А.
През 1998 тимът се присъединява към организацията Клуб на тринайсетте.

## Титли
- Футболен шампионат на Бразилия, Серия Б: 1999, 2012
- Кампеонато Гояно (Шампионат на щата Гояс): 1966, 1971, 1972, 1975, 1976, 1981, 1983, 1986, 1987, 1989, 1990, 1991, 1994, 1996, 1997, 1998, 1999, 2000, 2002, 2003, 2006, 2009, 2012, 2013, 2015, 2016, 2017, 2018
- Копа Сентро-Оеще (регионална купа): 2000, 2001 и 2002
- Второ място в Купата на Бразилия: 1990
- Второ място в Копа Судамерикана: 2010

## Известни футболисти
- Димба
- Графите
- Тулио